# Allan Cuthbertson
Pour les articles homonymes, voir Cuthbertson.
Allan Cuthbertson, né le 7 avril 1920 à Perth (Australie) et mort le 8 février 1988 à Londres (Royaume-Uni), est un acteur britannique.

## Filmographie

### Cinéma
- 1954 : Cour martiale d'Anthony Asquith : Colonel Henniker
- 1955 : Portrait of Alison : Henry Carmichael
- 1956 : Dick Turpin: Highwayman
- 1956 : Eyewitness
- 1956 : Doublecross : Clifford
- 1956 : Cloak Without Dagger : Colonel Packham
- 1956 : L'Homme qui n'a jamais existé : Vice-Admiral
- 1956 : Anastasia : Blond man
- 1957 : Commando sur le Yang-Tsé
- 1957 : L'Étranger amoureux (The Passionate Stranger) de Muriel Box : Docteur
- 1957 : Il était un petit navire : Councillor Chailey
- 1958 : I Was Monty's Double : Guards Officer
- 1958 : Le Désert de la peur (Ice-Cold in Alex) : Brigadier's Staff Officer
- 1958 : L'habit fait le moine (Law and Disorder) de Charles Crichton : l'inspecteur de police
- 1959 : Les Chemins de la haute ville  George Aisgill
- 1959 : L'Épopée dans l'ombre : Captain
- 1959 : The Crowning Touch : Philip
- 1959 : Au fil de l'épée (The Devil's Disciple) : Capitaine britannique
- 1959 : Les Aventuriers du Kilimandjaro : Sexton
- 1960 : The Malpas Mystery : Lacey Marshalt
- 1960 : Les Étrangleurs de Bombay : Capt. Christopher Connaught-Smith
- 1960 : Les Fanfares de la gloire : Capt. Eric Simpson
- 1961 : The Man at the Carlton Tower : Det. Supt. Cowley
- 1961 : Les Canons de Navarone : Maj. Baker
- 1961 : La Doublure du général : Capt. Patterson
- 1962 : Solo for Sparrow : Supt. Symington
- 1962 : Le Verdict (Term of Trial) : Sylvan-Jones
- 1962 : The Boys : Randolph St. John
- 1962 : La Vengeance du docteur Corrie : Da Silva
- 1962 : Freud, passions secrètes : Wilkie
- 1962 : La Merveilleuse Anglaise de Ken Annakin : Bodley
- 1963 : Bitter Harvest : Mr. Eccles
- 1963 : À neuf heures de Rama : Capt. Goff
- 1963 : La Souris sur la Lune : Membre de la conférence Whitehall
- 1963 : Tamahine : Maître de maison
- 1963 : Le Deuxième Homme : Jenkins
- 1964 : Game for Three Losers : Garsden
- 1964 : La Septième aube : Cavendish
- 1964 : L'Indic : Smythe
- 1965 : Opération Crossbow : German Technical Examiner
- 1965 : Les Chemins de la puissance : George Aisgill
- 1966 : Press for Time : Mr. Ballard (Procureur)
- 1966 : L'Ombre d'un géant de Melville Shavelson : Policier de l'immigration
- 1966 : La Planque : Det. Thompson
- 1967 : Trois Sous de bonheur (Half a Sixpence) de George Sidney : Wilkins
- 1967 : Le Grand Départ vers la Lune : Scotland Yard Man
- 1969 : Davey des grands chemins : Captain Douglas
- 1969 : The Body Stealers (en) : Hindsmith
- 1969 : Le Capitaine Nemo et la Ville sous-marine : Lomax
- 1970 : Les Derniers Aventuriers : Hugh
- 1970 : One More Time : Belton
- 1970 : Performance : The Lawyer
- 1971 : The Firechasers : Jarvis
- 1971 : Meurtre à haute tension : Coroner
- 1979 : The Outsider (en) : Stanley
- 1980 : Jeux d'espions : Chartermain
- 1980 : Le Commando de Sa Majesté : Dickie Melborne
- 1980 : Le miroir se brisa : Peter Montrose
- 1985 : Invitation to the Wedding

### Télévision
- 1957 : The Man Who Was Two : Brigadier Dickerson
- 1959 : Epilogue to Capricorn : Lewis Osborne
- 1961 : Countdown at Woomera : Supt. Steel
- 1961 : Chapeau melon et bottes de cuir : Docteur Hugh Chalk
- 1967 : Chapeau melon et bottes de cuir (épisode La porte de la mort) : Lord Melford
- 1967 : Le Saint: Qui est le traître ? (saison 5 épisode 26) : Col. Hannerly
- 1968 : Chapeau melon et bottes de cuir : Webster
- 1968 : Les Champions (épisode L'expérience) : Major Cranmore
- 1970 : Amicalement vôtre : L'un et l'autre : Colonel Wright
- 1971 : Frankie Howerd's Hour
- 1974 : Diamonds on Wheels : Gus Ashley
- 1979 : Terry and June : Tarquin Spry
- 1983 : Le Souffle de la guerre : Maj. Gen. Tillet
- 1985 : Le Couteau sur la nuque : Sir Montague Corner
- 1985 : Edge of Darkness : Bernard Chilwell
- 1987 : East of Ipswich (en) : Mr. Horrobin
- 1987 : Still Crazy Like a Fox : Monty Clayton